# Paska (chanteur)
Paska, de son vrai nom Mareck Pascalin Smith, né le 30 mai 1996 à Port-au-Prince, est un interprète, Chanteur R&B, guitariste, danseur, producteur et beat-maker haïtien.

## Biographie
Paska est né le 30 mai 1996, à Port-au-Prince dans la Capitale d'Haiti. Il est issu d’une lignée aux racines africaines par sa mère Pascaline, originaire de Kinshasa au Congo.
Paska a grandi aux Cayes et a fait ses études classiques au Collège Frère Odile des Frères de l’Instruction Chrétienne. Il a fait ses études universitaires à l’université Quisqueya où il a étudié la gestion.
Dès l’âge de 11 ans, il s’est fait remarquer en participant au concours Okay nan Nwèl. Il est un ancien choriste pour le groupe Enposib. Il a été nommé en première place sur Trace Haïti et il a figuré dans les tops 10 pendant plusieurs semaines.

### Enfance et premiers succès
En 2015 et 2016, Paska a collaboré avec Popilè Nation, sous la direction de MR Prodg et James Guerrier (alias Jemix), en produisant deux projets majeurs : Je m’en Souviens et Confortable ft Moed.
En mai 2018, Paska lance son premier single solo, Bina Boye, un titre afro-tropical moderne. Soutenu par Baxx Entertainment, en partenariat avec LP Music (France), ainsi que 6 Bis Éditions et De Nada Publishing, le morceau s’est répandu dans les Antilles, en France, en Belgique, au Canada et en Afrique. Il a bénéficié d’une large diffusion sur une soixantaine de radios, telles que Fun Radio, NRJ Antilles, RCI, Espace FM, et Trace FM. Le clip, diffusé mondialement sur la chaîne Trace Tropical, s’est hissé en tête du classement Hits de Clips Haïti, y restant pendant 12 semaines consécutives.

### Début de carrière internationale
En 2024, il a collaboré avec le groupe 5Lan sur le projet Gouyad Daddy avec le titre Prête m Rin w.

### Tournée mondiale
En 2018, apres la sortie de Bina Boye, il a joué dans divers pays et notamment dans certains festivals tels que Hangover, Sumfest ou le MKBN Concert.
Il a aussi collaboré dans plusieurs albums avec des stars locales et internationales comme Admiral T, Yemi Alade, Ruthselle et le groupe 5 Lan.
En 2022, il a signé un contrat avec le label français Wlab en mai et a publié le single Bip Bip, le 3 juin.
Il a aussi participé dans plusieurs émissions : Chokarella et The Morning Show.

## Discographie
- Bina Boye
- Jusqu'au bout du monde
- Karantèn Avèw
- Avec le temps
- Chalè
- Je m’en souviens
- Confortable feat. Moed[6]
- Tourne le dos Feat Rutshelle Guillaume
- Prete m rin’w Feat 5Lan